# Denise Pardo
Denise Pardo (Il Cairo, 24 settembre 1954) è una giornalista e scrittrice italiana, cresciuta a Roma, è inviata e rubrichista del settimanale L'Espresso.
Dopo aver collaborato a varie testate, nell'aprile del 1987 è assunta come praticante a L'Espresso dove prima si occupa di cronaca e di costume, poi di attualità, informazione e politica.
Nel 1993 dopo l'omonima inchiesta pubblicata sul settimanale, scrive il libro "Razza cafona" edito da Tullio Pironti. Nel maggio del 2009 pubblica "La piovra Rai" edito da Bompiani.
Nel 2001 firma la rubrica "Mass media" che tratta di informazione, comunicazione ed editoria; appuntamento fisso della rubrica le "Affettuosità giornalistiche" che segnalano gli scambi di cortesie della categoria.
Nel dicembre 2006 lascia L'Espresso e passa a Panorama diretto da Pietro Calabrese come inviata e rubrichista di "Lobby continua". Nel febbraio 2008 torna a L'Espresso.
Nel 2005 viene insignita del premio giornalistico il "Premiolino".
Nel 2011 vince il Premio Satira Politica Forte dei Marmi per il giornalismo.
Dal febbraio 2011 firma la rubrica "Pantheon".
Nel 2022 pubblica il romanzo "La casa sul Nilo", in cui racconta la sua infanzia al Cairo fino alla presa del potere di Nasser e la fuga in Italia nel 1961.